# Poiana cu narcise de la Goroniște
Poiana cu narcise de la Goroniște este o arie protejată de interes național ce corespunde categoriei a IV-a IUCN (rezervație naturală de tip botanic), situată în partea de vest a județului Bihor, în zona de contact a Dealurilor Vestice cu Câmpia Miersig (subdiviziune geomorfologică a Câmpiei Crișurilor ce aparține Câmpiei de Vest), pe teritoriul administrativ al comunei Tinca, satul Gurbediu.

## Înființare
Rezervația naturală a fost declarată arie protejată prin Legea Nr.5 din 6 martie 2000 (privind aprobarea Planului de amenajare a teritoriului național - Secțiunea a III-a - zone protejate) și se întinde pe o suprafață de un hectar. Aceasta a fost desemnată ca rezervație naturală în scopul conservării și protejării unei specii de Narcissus augustifolius (narcisă) care vegetează la cea mai mică altitudine din țară (100 m) și se regăsește fie în comunități compacte, fie în asociație cu arborete de foioase. 
Poiana cu narcise de la Goroniște este inclusă în situl de importanță comunitară - Pădurea Goroniște.